# Seznam skladatelů vážné hudby, C
Seznam skladatelů vážné hudby podle abecedy:
A – B –
C – Č –
D – E – 
F – G –
H – Ch –
I – J –
K – L –
M – N –
O – P –
Q – R –
Ř – S –
Š – T –
U – V –
W – X –
Y – Z –
Ž

## Ca
- Eduardo Caba (1890–1943)
- Manuel Fernandez Caballero (1835–1906)
- Juan Cabanilles (1644–1712)
- Barrie Cabena (1933)
- Antonio de Cabezon (1510–1566)
- Hernando de Cabezon (1541–1602)
- Juan de Cabezon (1510–1566)
- Francesca Caccini (1587–1641)
- Giulio Caccini (1551–1618)
- Charles Wakefield Cadman (1881–1946)
- Pasquale Cafaro (1716–1787)
- Francesco Caffi (1778–1874)
- John Cage (1912–1992)
- Antonio Cagnoni (1828–1896)
- Albert Cahen (1846–1903)
- Louis Cahuzac (1880–1960)
- Gioseppe Caimo (1545–1584)
- Josef Cainer (1837–1917)
- Louis de Caix d'Hervelois (1680–1755)
- Raffaele Calace (1863–1934)
- Nicola Calandro (1715–po r. 1771)
- John Wall Calcott (1766–1821)
- Antonio Caldara (1671–1736)
- Antonio Calegari (1757–1828)
- Giuseppe Calegari (1750–1812)
- Luigi Antonio Calegari (1780?–1849?)
- Vincenzo Calestani (1589–1617)
- Leonhard von Call (1767–1815)
- Joseph Callaerts (1838–1901)
- Sethus Calvisius (1556–1615)
- Robert Cambert (1628–1677)
- Giuseppe Maria Cambini (1746–1825)
- Placidus Cajetan von Camerloher (1718–1782)
- Agostino Camilleri (1886–1955)
- Giuseppe Camilleri (1903–1976)
- Charles Camilleri (1931–2009)
- Faustino Camisani (1772–1830)
- Luigi Cammarano (1802–1854)
- Gustavo E. Campa (1863–1924)
- Bartolomeo Campagnoli (1751–1827)
- Fabio Campana (1819–1882)
- Jan Campanus Vodňanský (1572–1622)
- Francois van Campenhout (1779–1848)
- Francois Campion (1685–1747)
- Thomas Campion (1567–1620)
- Carlo Antonio Campioni (1720–1788)
- Conrado del Campo (1879–1953)
- Parsi Hector Campos (1922)
- André Campra (1660–1744)
- Pompeyo Camps (1924–1947)
- Sebastien Le Camus (1610–1677)
- Ezio Camussi (1877–1956)
- Marguerite Canal (1890–1978)
- Julie Candeille (1767–1834)
- Pierre Joseph Candeille (1744–1827)
- Christian Cannabich (1731–1798)
- Karl Konrad Cannabich (1771–1806)
- Francesco Canneti (1807–1884)
- Enrico Cannio (1875–1949)
- Philip Cannon (1929–2016)
- Carlo Canobbio (1741–1822)
- Paolo Canonica (1846–1902)
- Cantallos (?–1760)
- Joseph Canteloube (1879–1957)
- Giovanni Antonio Canuti (1860–1739)
- Nguyen Van Cao (1923–1995)
- Pierre Capdevielle (1906–1969)
- Giovanni Maria Capelli (1648–1726)
- Vincenzo Capirola (1474–1548)
- Andre Caplet (1878–1925)
- Matteo Capranica (1708–1776)
- Samuel Friedrich Capricornus (1628–1665)
- Antonio Caprioli (1425–1475)
- Carlo Del Violino Caproli (1617–1693)
- Eduardo di Capua (1864–1917)
- Rinaldo di Capua (1705–1780)
- Franco Capuana (1894–1969)
- Antonio Capuzzi (1755–1818)
- Marchetto Cara (1465–1525)
- Michele Carafa (1787–1872)
- Tommaso Carapella (1654–1736)
- Odoardo Carasali (1710?–po roce 1736)
- Giuseppe Carcani (1703–1779)
- Mateo Carcassi (1792–1853)
- Cornelius Cardew (1936–1981)
- Jean-Baptiste Cardone (1730–1792)
- Manuel Cardoso (1566–1650)
- Cristofaro Caresana (1640–1709)
- Henry Carey (1687–1743)
- Giovanni Carisio (1627–1687)
- Giacomo Carissimi (1605–1674)
- Nicholas Carleton (1570–1630)
- Wendy Carlos (1939)
- Camillo Carlsen (1876–1948)
- Morten Carlsen (1949)
- David Carlson (1952)
- Jan Carlstedt (1926–2004)
- Richard Carlton (1558–1638)
- John Carmichael (1930)
- Roberto Carnevale (1966)
- Vito Carnevali (1888–1960)
- Ramon Carnicer (1789–1855)
- Turlough Carolan (1670–1738)
- Angelo Antonio Caroli (1701–1778)
- Firminus Caron (1440–1475)
- Pierre Francisque Caroubel (?–1611)
- John Alden Carpenter (1876–1951)
- Benjamin Carr (1768–1831)
- Edwin Carr (1926–2003)
- Paul Carr (1961)
- Alfredo Carrasco (1875–1945)
- Antonio Carreira (?–1599)
- Pedro Carrera y Lanchares (1786–1815)
- Julián Carrillo (1875–1965)
- Fergal Carroll (1969)
- Adam Carse (1878–1958)
- Antonio Casimir Cartellieri (1772–1807)
- Andrew Carter (1939)
- Elliott Carter (1908)
- Thomas Carter (1740–1804) (1740–1804)
- Thomas Carter (1896–1961) (1769–1800)
- Emanuele Caruana (1896–1961)
- Ferdinando Carulli (1770–1841)
- Gustavo Carulli (1801–1896)
- Luigi Caruso (1754–1822)
- Eleazar Carvalho (1912–1996)
- Guilherme Carvalho (1974)
- João de Sousa Carvalho (1745–1800)
- Robert Carver (1487–1567)
- Doreen Carwithen (1922–2003)
- Ivan Caryll (1861–1921)
- Benet Casablancas (1956)
- Francis Casadesus (1870–1954)
- Henri Casadesus (1879–1947)
- Robert Casadesus (1899–1972)
- André Casanova (1919–2009)
- Franco Casavola (1891–1955)
- Romeo Cascarino (1922–2002)
- Alfredo Casella (1883–1947)
- Raffaele Casimiri (1880–1943)
- Joaquim Casimiro Júnior (1808–1862)
- John Arthur Casken (1949)
- Louis-Henry-Jean Caspers (1825–1906)
- Gaspar Cassado (1897–1966)
- Heinrich Cassimir (1873–1946)
- Alvaro Leon Cassuto (1938)
- Bellerofonte Castaldi (1580–1649)
- Dario Castello (1590–1644)
- Mario Castelnuovo-Tedesco (1895–1968)
- Jacques Casterede (1926–2014)
- Francois Casti-Blaze (1784–1857)
- Niccolo Castiglioni (1932–1996)
- Jesús Castillo (1877–1946)
- Manuel Castillo (1930–2005)
- Ricardo Castillo (1891–1966)
- Alexis de Castillon (1838–1873)
- Jean de Castro (1545–1600)
- José Maria Castro (1892–1964)
- Juan José Castro (1895–1968)
- Ricardo Castro (1864–1907)
- Robinson Eve de Castro (1956)
- Ricardo Castro Herrera (1864–1907)
- Daniele da Castrovillari (1613?–1678)
- Pietro Castrucci (1679–1752)
- Maddalena Casulanaová (asi 1544 – asi 1590)
- Alfredo Catalani (1854–1893)
- Daniel Catan (1949)
- Charles-Simon Catel (1773–1830)
- Angelo Catelani (1811–1866)
- Diomedes Cato (1560–1618)
- Georges Catoire (1861–1926)
- Gioseffo Catrufo (1771–1851)
- Lorenzo Cattani (?–1713)
- Eunice Catunda (1915–1990)
- Alejandro Garcia Caturla (1906–1940)
- Eduard Caudella (1841–1924)
- Emilio de' Cavalieri (1550–1602)
- Francesco Cavalli (1602–1676)
- Ernesto Cavallini (1807–1874)
- Girolamo Cavazzoni (1525–1577)
- Marco Antonio Cavazzoni (1490–1560)
- Michael Cavendish (1565–1628)
- Catterino Cavos (1775–1840)
- Tanburi Mustafa Cavus (?–1745)
- Norman Cazden (1914–1980)
- Maurizio Cazzati (1616–1678)

## Ce
- Rodrigo Ceballos (1530–1581)
- Carlo Cecere (1706–1761)
- Anna Cederberg-Orreteg (1958)
- Alfred Cellier (1844–1891)
- Ignazio Celoniati (1740–1784)
- Josef Ceremuga (1930–2005)
- Joan Cererols (1618–1676)
- Friedrich Cerha (1926)
- Pierre Certon (1510–1572)
- Roque Ceruti (1683–1760)
- Ignacio Cervantes (1847–1905)
- Giovanni Battista Cervellini (1735–1801)
- Giacobbe Basevi Cervetto (1680–1783)
- Giovanni Martino Cesare (1590–1667)
- Carlo Francesco Cesarini (1664–1730)
- Franco Cesarini (1961)
- Antonio Cesti (1623–1669)
- Remigio Cesti (1635–1717)
- Cornelius Cezar (1937)

## Ci
- Francesco Ciampi (1690–1764)
- Vincenzo Ciampi (1719–1762)
- Cesare Ciardi (1818–1877)
- Johannes Ciconia (1370–1412)
- Anton Cíger (1911–1976)
- Roger Cichy (1956)
- Ján Cikker (1911–1989)
- Francesco Cilea (1866–1950)
- Eliška Cílková (1987)
- Giovanni Paolo Cima (1570–1630)
- Giambattista Cimador (1761–1805)
- Domenico Cimarosa (1749–1801)
- Giovanthomaso Cimello (1510–1579)
- Tom Cipullo (1960)
- Francesco Cirillo (1623–1677)
- Mario Cirillo (1891–1955)
- Giovanni Battista Cirri (1724–1808)

## Cl
- Avery Claflin (1898–1979)
- Walter Clagget (1741–1798)
- Louis Clapisson (1808–1866)
- James Clapperton (1968)
- Giovanni Carlo Maria Clari (1677–1754)
- Henry Leland Clarke (1907–1992)
- James Clarke (1957)
- Jeremiah Clarke (1674–1707)
- Nigel Clarke (1960)
- Rebecca Clarke (1886–1979)
- Max Clarus (1852–1916)
- Fréderic Clay (1838–1889)
- Thomas Clayton (1660-70–1720-30)
- Andrea Clearfield (1960)
- Jacobus Clemens non Papa (1510–1556)
- Charles-Francois Clément (1720–1782)
- Muzio Clementi (1752–1832)
- Louis-Nicolas Clérambault (1676–1749)
- Justin Clérice (1863–1908)
- Halfdan Cleve (1879–1971)
- Joseph Waddell Clokey (1890–1950)
- Humphrey Clucas (1941)
- George Howard Clutsam (1866–1951)

## Co
- Albert Coates (1882–1953)
- Gloria Coates (1938)
- William Cobbold (1560–1639)
- Maria Rosa Coccia (1759–1833)
- Carlo Coccia (1782–1873)
- Gioacchino Cocchi (1720–1788)
- Gerald Wilfred Cockshot (1915–1979)
- Manuel Rodrigues Coelho (1555–1635)
- Ruy Coelho (1892–1986)
- Louis Coerne (1870–1922)
- Philip Cogan (1748–1833)
- Jules-Émile-David Cohen (1835–1901)
- James Cohn (1928)
- Horace Coignet (1735–1821)
- Dora Cojocaru (1963)
- Henrik Colding-Jorgensen (1944)
- Hugo Cole (1917–1995)
- Rossetter Gleason Cole (1866–1952)
- Charles Coleman (1968)
- Samuel Coleridge-Taylor (1875–1912)
- Agostino Bonaventura Coletti (1675–1752)
- Michael Colgrass (1932)
- Lelio Colista (1629–1680)
- Alberto Colla (1968)
- Giuseppe Colla (1731–1806)
- Vincent Collard (1970)
- Pascal Collasse (1649–1709)
- Henri Collet (1885–1951)
- Francois Collin de Blamont (1690–1760)
- Lawrance Arthur Collingwood (1887–1982)
- Anthony Collins (1893–1963)
- Edward Joseph Collins (1886–1951)
- Giovanni Paolo Colonna (1637–1695)
- Jean-Baptiste Colyns (1834–1902)
- Antonio Coma (1560–1629)
- Pietro Comes (?1710–?)
- Loyset Compere (1445–1518)
- Peter Cón (1949–1992)
- Zdenek Cón (1919–1995)
- Giuseppe Concone (1801–1861)
- Fernando Condon (1955)
- Giulio Confalonieri (1896–1972)
- Giovanni Luca Conforti (1560–1608)
- Nicola Conforto (1718–1788)
- Conon de Béthune (1160–1220)
- Johann Georg Conradi (?–1699)
- Marius Constant (1925–2004)
- Paul Constantinescu (1909–1963)
- Yannis Constantinidis (1903–1984)
- David Conte (1955)
- Carlo Conti (1796–1868)
- Francesco Bartolomeo Conti (1682–1732)
- Ignazio Maria Conti (1699–1759)
- Nicola Conti (1710?–?)
- Gino Contili (1907–1978)
- Salvador Contreras (1910–1982)
- Frederick Shepherd Converse (1871–1940)
- Girolamo Conversi (1570–1590)
- Barry Conygham (1944)
- Will Marion Cook (1869–1944)
- Arnold Cooke (1906–2005)
- Henry Cooke (1615–1672)
- John Cooke (1385–1442)
- Thomas Simpson Cooke (1782–1848)
- Eugéne Cools (1877–1936)
- Carson Cooman (1982)
- John Craig Cooper (1925)
- David Cope (1941)
- John Coperario (1570–1626)
- Aaron Copland (1900–1990)
- Pietro Antonio Coppola (1793–1877)
- John Coprario (1576–1626)
- Arthur Coquard (1846–1910)
- William Corbett (1675–1748)
- Francesco Corbetta (1615–1681)
- Francesco Corbisieri (1730–1802)
- Antonio Corbisiero (1720–1790)
- Frank Corcoran (1944)
- Bartolomeo Cordans (1700–1757)
- Frank Cordell (1918–1980)
- Giacomo Cordella (1786–1846)
- Baude Cordier (1364–1400)
- Frederick Corder (1852–1932)
- Paul Corder (1879–1942)
- Ernesto Cordero (1946)
- Roque Cordero (1917–2008)
- Arcangelo Corelli (1653–1713)
- Azio Corghi (1937)
- John Corigliano (1938)
- William Corkine (1. pol. 17. stol.)
- Giacinto Cornacchioli (1598–1673)
- Johannes Cornago (1400–1474)
- Rodolfo Cornejo (1909–1991)
- Peter Cornelius (1824–1874)
- David Gregor Corner (1585–1648)
- Peeter Cornet (1580–1633)
- Anthony Cornicello (1964)
- William Cornysh (?–1502)
- William Cornysh mladší (1465–1523)
- Antonio Coronaro (1851–1933)
- Gaetano Coronaro (1852–1908)
- Gellio Coronaro (1863–1916)
- Marcelo Coronel (1962)
- Francesco Corradini (1700–1749)
- Nicolo Corradini (1585–1646)
- Francisco Correa de Arauxo (1584–1654)
- Gaspard Corrette (1670–1730)
- Michel Corrette (1707–1795)
- Clarence Collingwood Corri (1863–1918)
- Francesco Corselli (1702–1778)
- Jacopo Corsi (1560–1602)
- Francesco Corteccia (1502–1571)
- Ramiro Cortés (1933–1984)
- Luigi Cortese (1899–1976)
- Francesco Cortesi (1826–1904)
- César Cortinas (1890–1918)
- Fritz Cortolezis (1878–1934)
- Vladimir Cosma (1940)
- Leland A. Cossart (1877–1965)
- Francois Cosset (1610–1664)
- Guilherme Antonio Cossoul (1828–1880)
- Joao Evangelista Pereira da Costa (1798–1932)
- Michael Costa (1808–1884)
- Giovanni Battista Costanzi (1704–1778)
- Napoleon Coste (1805–1883)
- Guillaume Costeley (1530–1606)
- Acario Cotapos (1889–1969)
- Mosche Cotel (1943–2008)
- Carlo Cotumacci (1790–1785)
- Le Chatelain de Couci (1165–1203)
- Bruno Coulais (1954)
- Jean Coulthard (1908–2000)
- Armand-Louis Couperin (1727–1789)
- Francois Couperin (1668–1733)
- Louis Couperin (1626–1661)
- Felix Le Couppey (1811–1887)
- Walter Courvoisier (1875–1931)
- Noël Coward (1899–1973)
- Henry Cowell (1897–1965)
- Frederic Hymen Cowen (1852–1935)
- Edward Cowie (1943)
- Cindy Cox (1961)
- David Cox (1916–1997)
- Chiara Margarita Cozzolani (1602–1678)

## Cr
- David Cramer (1590–1666)
- Johann Baptist Cramer (1771–1858)
- Jean Émile Paul Cras (1879–1932)
- Elizabeth Craven (1750–1828)
- Ruth Crawford Seeger (1901–1953)
- Thomas Crecquillon (1505–1557)
- Girolamo Crescentini (1762–1846)
- Vincenzo de Crescenzo (1875–1964)
- Noah Creshevsky (1945)
- Lyell Cresswell (1944)
- Paul Creston (1906–1985)
- Marianna Creti de Rocchis (1822–1890)
- Frank Crijns (1960)
- Pietro Maria Crispi (1737–1797)
- Giovanni Croce (1557–1609)
- William Croft (1678–1727)
- Daniel Croner (1656–1740)
- Gordon Crosse (1937)
- Johannes Cruger (1598–1662)
- George Crumb (1929)
- Bernhard Henrik Crusel (1775–1838)

## Cs–Cz
- Miklos Csemiczky (1954)
- Antal György Csermak (1774–1822)
- César Antonovič Cui (1835–1918)
- Giuseppe Curci (1808–1877)
- Alessandro Curmi (1801–1857)
- James Curnow (1943)
- Brian Current (1972)
- Sebastian Currier (1959)
- Franz Curti (1854–1898)
- Ernesto de Curtis (1875–1937)
- Curtis Curtis-Smith (1941)
- Frederic Curzon (1899–1973)
- Charles Cushing (1905–1982)
- Francis Cutting (1571–1596)
- Charles Cuvillier (1877–1955)
- Paul Cuzent (1814–1856)
- Carl Czerny (1791–1857)
- Alphons Czibulka (1842–1894)
- Angela Cziczková (1888–1973)
- Henryk Czyz (1923–2003)